# Schwäbischer Barockwinkel
Der Schwäbische Barockwinkel im weiteren Sinn deckt sich ungefähr mit dem Gebiet in Bayerisch-Schwaben, das Mittelschwaben genannt wird. Die Gegend trägt diese Bezeichnung, weil sie von den vielen großen und kleinen Barockkirchen geprägt wird, deren Turmabschlüsse meist die Form einer Zwiebelkuppel haben.

## Abgrenzung
Die Abgrenzung des Gebietes, das Schwäbischer Barockwinkel genannt wird, ist schwierig, weil sie nicht eindeutig ist. Oftmals, im engeren Sinn, wird damit nur der mittelschwäbische Landkreis Günzburg bezeichnet, manchmal – im weiteren Sinn – auch das gesamte Mittelschwaben und Teile der östlich davon gelegenen Stauden. Wenn die Grenzen der ehemaligen Markgrafschaft Burgau und den geistlichen Territorien, die zwischen den Teilgebieten der Markgrafschaft lagen, als Grenze des Schwäbischen Barockwinkels genommen werden, entspricht das ungefähr den heutigen Landkreisen Günzburg und Neu-Ulm.

## Bedingungen für die Bautätigkeit in der Zeit des Barock im Schwäbischen Barockwinkel
Für das Vorhandensein der vielen Barockkirchen in Mittelschwaben gibt es mehrere Gründe.
Der wahrscheinlich wichtigste ist, dass diese Gegend im Laufe des Dreißigjährigen Krieges stark verwüstet und fast vollständig entvölkert wurde. Dadurch wurde nach der Wiederbesiedelung, die vor allem von Tirol und Vorarlberg ausging, auch ein Neuaufbau oder zumindest eine grundlegende Sanierung der Kirchen notwendig, die im Stil der Zeit erfolgte, also dem Barock beziehungsweise Rokoko.
Der zweite Grund ist, dass sich die Reformation in dem Bereich zwischen Iller und Lech mit wenigen Ausnahmen, wie Burtenbach oder Leipheim, nicht durchsetzen konnte.
Eine dritte Ursache für die große Anzahl und die Prächtigkeit barocker Bauten war der Konkurrenzkampf zwischen den vielen verschiedenen weltlichen und kirchlichen Territorien in dem heutigen Bayerisch-Schwaben. Die wichtigsten weltlichen Territorien waren die Markgrafschaft Burgau und die von den Fuggern beherrschten Gebiete, die wichtigsten kirchlichen Herrschaften waren die Klöster Wettenhausen, Ursberg, Edelstetten und Roggenburg.

## Barockbauwerke im Schwäbischen Barockwinkel

### Phase des Frühbarock
Die ersten, im Stil des Barock durchgeführten Baumaßnahmen in Mittelschwaben, die noch vor Beginn des Dreißigjährigen Krieges stattfanden waren der Umbau des Turms der Klosterkirche und des Konventsgebäudes des Klosters Wettenhausen. Nach dem Dreißigjährigen Krieg wurden die ersten Umbauten wiederum vom Kloster Wettenhausen in Auftrag gegeben. Diese Umbauten an den Wettenhauser Klostergebäuden wurden, wie der etwas später durchgeführte Neubau des Konventsgebäudes des Klosters Edelstetten, von dem Vorarlberger Meister Michael Thumb durchgeführt. Weitere Zeugnisse aus der Zeit des Frühbarock sind die Kirchen von Niederraunau und Kleinkötz, der Kirchturm der Klosterkirche Ursberg oder das Schloss Jettingen.

### Phase des reifen Barock
Die bedeutendsten Kirchenbauten, die in der ungefähr von 1700 bis 1750 andauernden Phase des reifen Barock entstanden, sind die Klosterkirche des Klosters Edelstetten, die Wallfahrtskirche Allerheiligen, die Kirche in Hammerstetten (Gemeinde Kammeltal, sie wird wegen ihrer äußeren Form als die kleine Wies bezeichnet), die Kirche von Deubach (Stadt Ichenhausen), die Stadtpfarrkirche St. Michael in Krumbach, die Frauenkirche in Günzburg und das Konventsgebäude sowie die Klosterkirche des Klosters Roggenburg. Unter den weltlichen Bauten dieser Phase ist vor allem das Schloss Niederraunau zu nennen. Außerdem entstanden in der Zeit einige sehr schöne Pfarrhöfe, wie der in Winzer.
Im Gegensatz zur Phase des Frühbarock, als die Bauten von auswärtigen Baumeistern und Handwerkern durchgeführt wurden, wurden die meisten Barockbauten dieser Phase und der nachfolgenden Phase des Rokoko von aus Mittelschwaben stammenden oder hier ansässig gewordenen Meistern ausgeführt. Beispiele hierfür sind die Baumeister Simpert Kraemer und sein Sohn Johann Martin Kraemer aus Edelstetten, Joseph Dossenberger aus Wettenhausen, Johann Georg Hitzelberger aus Ziemetshausen oder Kaspar Radmiller aus Thannhausen. Unter den Malern sind vor allem der aus Krumbach stammende Jakob Fröschle und der aus Weißenhorn stammende Franz Martin Kuen hervorzuheben.

### Phase des Rokoko
In dieser Phase, in der die großen Bauvorhaben an den Klöstern abgeschlossen oder fast fertig waren, entstanden sehr viele der kleinen Dorf- und Wallfahrtskirchen, die oftmals sehr prächtig und in höchster Qualität von heimischen Baumeistern erbaut wurden. Herausragende Werke aus dieser Phase sind die kreuzförmige Wallfahrtskirche Mindelzell, die Wallfahrtskirche Maria Vesperbild oder die Kirchen der Dörfer Deisenhausen, Balzhausen und Hochwang. Außerdem entstanden in dieser Zeit das Schloss Harthausen, die Pfarrhöfe in Großkötz, Billenhausen und Rettenbach, sowie die erhalten gebliebene und in den 1980er Jahren wieder restaurierte Synagoge von Ichenhausen.
Die Kirche von Breitenthal und die Klosterbibliothek Ursberg stehen schon am Übergang vom Rokoko zum Frühklassizismus.